# Big Rip

Een korte film over de ondergang van het heelal

De Big Rip is een theorie van Robert Caldwell van Dartmouth College en zijn collega's Marc Kamionkowski en Nevin Weinberg (CalTech) waarin ze stellen dat wanneer de expansiesnelheid van het heelal blijft toenemen, niet alleen de ruimte tussen de verschillende sterrenstelsels groter zal worden, maar ook zullen de sterrenstelsels, de sterren en planeten en zelfs atomen en kernen uit elkaar vallen in een proces dat protonverval heet. Ze zullen elk in een eigen tijdsbestek uit elkaar vallen.
Het onderzoek naar deze theorie werd bekend in augustus 2003. De expanderende kracht die de donkere energie uitoefent, wordt weergegeven door de letter ω. In de algemene relativiteitstheorie is de waarde van ω = −1 (de kosmologische constante). In het kwintessensmodel is de waarde van ω gelegen tussen −1/3 en −1 (ω moet kleiner zijn dan −1/3 eer versnelde uitdijing kan optreden). Bij ω = −1,5 zal het heelal nog 35 miljard jaar bestaan.
Zo'n 60 miljoen jaar voor het einde wordt het Melkwegstelsel uit elkaar getrokken, zo'n 3 maanden voor het einde is het zonnestelsel hetzelfde lot beschoren. De Aarde valt zo'n 30 minuten voor het einde uiteen en uiteindelijk vallen alle atomen uit elkaar, ongeveer 10−19 seconden voor het einde. Het doemscenario hierboven houdt geen rekening met de zekerheid, dat de Aarde al voor het einde van het heelal zal zijn vernietigd door de uitdijende Zon aan het einde van haar leven, over ongeveer 5 miljard jaar.
Uit waarnemingen gedaan in de jaren 90 van de twintigste eeuw zou blijken, dat de snelheid waarmee het heelal uitdijt steeds groter wordt. Volgens Caldwell zouden de zwaartekracht en de cohesiekrachten die atoomkernen bij elkaar houden niet voldoende zijn om deze expansie te weerstaan.
De theorie is genoemd naar het tegenovergestelde van een theoretische ontstaansmogelijkheid van het heelal, de Big Bang.
Andere mogelijke eindbestemmingen van het heelal worden de Big Crunch en de Big Chill genoemd.

## Mythologisch pendant
Niet alleen in onze tijd denken wetenschappers na over het lotsverloop van de kosmos. Ook de oude Europese voorouders hadden hierover reeds hun voorstellingen, zij het binnen het ruimer samenhangend kader van een mythologische visie. Zij stelden daarin macrokosmische krachten vaak voor als reuzen en die van de microkosmos als dwergen.
In de Noordse mythologie is er het mythisch begrip Fimbulvetr, een winterachtig tijdperk waarin alle mogelijke verbanden los raken, en waar vooral de reuzen zich uit hun verband losrukken om de hele wereldstructuur te gaan belagen tot volledige instorting erop volgt.

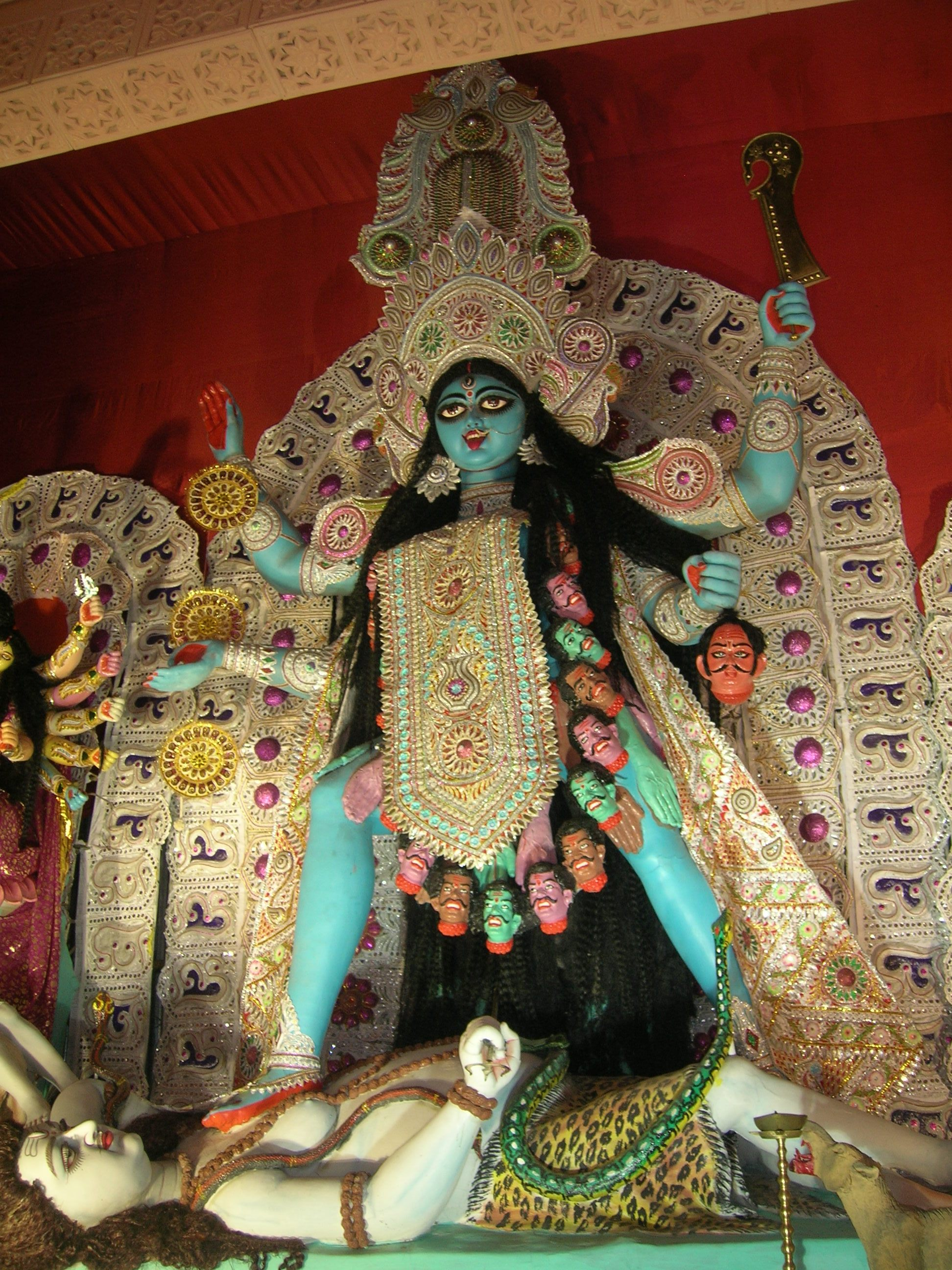
Kali staande op Shiva, einde van de kosmos

In de hindoeïstische mythologie wordt het heelal vernietigd door Mahakali, de vrouw van Shiva de vernietiger. Wanneer de demonen de overhand krijgen geven al de goden hun machten aan de godin Durga, die zich daarna veranderd in Mahakali. In een bloeddorstige strijd overwint Mahakali (de beschermende moedergodin) al de demonen. Daarna danst ze in een overwinningsroes de kosmos kapot. Shiva gaat op het laatst onder haar stampende voeten liggen om de kosmos zo te redden, dat dan na een lange rustperiode (het Pralaya) een nieuwe kosmos weer kan ontstaan. Zie het kopje "kosmogonische mythe" in het artikel over de godin Kali.